# Elise Christie
Elise Christie (Livingston, 1990. augusztus 13. –) világ- és Európa-bajnok brit rövidpályás gyorskorcsolyázó.

## Sportpályafutása

### Európa-bajnokság
A 2010-es rövidpályás gyorskorcsolya Európa-bajnokságon a németországi Drezdában Christie ezüstérmet nyert 1500 és 3000 méteren, a 3000 méteres szuperdöntőben pedig bronzérmes lett.
A 2013-as rövidpályás gyorskorcsolya Európa-bajnokságon az 1500 méteresek és az 1000 méteresek között aranyérmet nyert, mindkét számban az olasz Arianna Fontana előtt célba érve.
A 2014-es rövidpályás gyorskorcsolya Európa-bajnokságon megvédte az 1000 méteres távon szerzett címét, abrit váltó tagjaként pedig ezüstérmet szerzett a 3000 méteres csapatversenyben.
2015-ben 500 és 1500 méteren arany-, míg a 3000 méteres szuperdöntőben ezüstérmet szerzett.
2016-ban mindhárom egyéni számában Európa-bajnok lett. A következő évi kontinensviadalt kihagyta, mert a világbajnoki felkészülést helyezte előtérbe.

### Világbajnokság
A 2013-as debreceni világbajnokságon 1000 méteren bronzérmes lett. A következő évben Montréalban 500 méteren második helyen ért célba.
A 2015-ös moszkvai világbajnokságon 500 és 1000 méteren is ezüstérmes lett. Ezzel ő lett az első brit rövidpályás gyorskorcsolyázó, aki egy adott világbajnokságon két különböző számban is érmet nyert.
2016-ban 1500 méteren bronzérmes lett, csakúgy mint a 3000 méteres szuperdöntőben. 500 és 1000 méteren ezüstérmet szerzett.
2017-ben, Rotterdamban sikerült aranyérmet szerezni, mindhárom egyéni számában ő lett a világbajnok. Ő lett az első nem ázsiai származású versenyző, aki aranyérmet nyert a világbajnokságon.
A szezon elején, 2016. november 13-án, Christie új világrekordot állított fel az 500 méteres távon 42,335 másodperces eredményével a Salt Lake City-i világkupa-fordulóban. Ezt a teljesítményt elismerve Christie-t "a leggyorsabb nő a jégen" becenévvel üdvözölték, és egy különleges zászlóval ünnepelhette sikerét a Nemzeti Jégközpontban.

### Olimpia
A 2010-es vancouveri olimpián 500 méteren 11., 1000 méteren 19., 1500 méteren pedig 20. lett.
2014-ben, Szocsiban már éremesélyesként indult mindhárom számában. Az 500 méteres távon bejutott a döntőbe, de ott kizárták, mert ütközött az olasz Arianna Fontanával. Végül a 8. helyre rangsorolták. A dél-koreai szurkolók a különböző közösségi médiás felületen is zaklatták, miután Pak Szunhi kilökéséért is őt tartották felelősnek. A Brit Olimpiai Szövetség azt tanácsolta Christienek, hogy ezt elkerülendő, szüntesse meg Twitter fiókját.
Két nappal később az 1500 méteres versenyen is kizártak, csakúgy, mint az 1000 méteres negyeddöntőben, ahol a kínai Li Jianrouval akadt össze.
2018-ban, a phjongcshangi olimpián az 500 méter selejtezőjében az olimpia első rekordját futotta 42,872 másodperces idővel, igaz néhány perccel később a koreai Choi Min-jeong ezt is megjavította a következő futamban. A negyeddöntőben 42,703 másodperccel visszavette a rekordot, de a koreai rivális újra megjavította azt. A döntőben a holland Yara van Kerkhoffal akadt össze, végül a negyedik helyen ért célba, miközben Kerkhoff ezüstérmes lett.
1500 méteren az elődöntőben összeütközött a kínai Li Jinyuval, és kizárták, miután őt látták vétkesnek, ráadásul az esetet követően kórházba is kellett szállítani, hogy megvizsgálják a sérüléseit.
Az 1000 méteres táv negyeddöntőjében szintén kizárták. Christie ezt követően kijelentette, hogy részt fog venni a 2022-es olimpián, ahol újra megpróbálja az éremszerzést.

## Magánélet
Christie 1990-ben a skóciai Livingstonban született.
Eredetileg műkorcsolyázó volt, tizenkét éves korában váltott a rövidpályás gyorskorcsolyára. Nottinghambe költözött és a Nemzeti Jégközpontban folytatta a felkészülést. Egy interjúban úgy nyilatkozott, hogy a versenyszellem, a rivalizálás miatt váltott sportágat.
2013-ban és 2015-ben Nottingham város sportolónőjének választották, míg 2014-ben második helyen végzett a szavazáson. A The Sunday Times 2017-ben az év brit sportolónőjének választotta, miután aranyérmet nyert a 2017-es világbajnokságon.
Tanulmányait sporttudomány szakon végezte a loughboroughi főiskolán.
2015 októbere és 2018 júliusa közt a magyar színekben versenyző Liu Shaolin Sándorral alkotott egy párt.